# Grasski-Juniorenweltmeisterschaft 2004
Die Grasski-Juniorenweltmeisterschaft 2004 fand vom 16. bis 18. Juli in Rettenbach in Österreich statt.

## Medaillenspiegel
| Platz | Land        | Gold | Silber | Bronze | Gesamt |
| ----- | ----------- | ---- | ------ | ------ | ------ |
| 1     | Deutschland | 4    | 1      | 2      | 7      |
| 2     | Österreich  | 3    | 1      | 2      | 6      |
| 3     | Italien     | 1    | 4      | 3      | 8      |
| 4     | Schweiz     | –    | 1      | 2      | 3      |
| 5     | Tschechien  | –    | 1      | –      | 1      |

## Ergebnisse Herren

### Slalom
| Platz | Name                  | Land | Zeit 1. | Zeit 2. | Gesamt      |
| ----- | --------------------- | ---- | ------- | ------- | ----------- |
| 01    | Marc Zickbauer        | AUT  | 29,08 s | 29,68 s | 58,76 s     |
| 02    | Jiří Fuchs            | CZE  | 29,12 s | 29,79 s | 58,91 s     |
| 03    | Lorenzo Gritti        | ITA  | 28,65 s | 30,67 s | 59,32 s     |
|       | Stefan Portmann       | SUI  | 29,83 s | 29,49 s | 59,32 s     |
| 05    | Lukáš Brýdl           | CZE  | 29,92 s | 30,51 s | 1:00,43 min |
| 06    | Nicola Cerra          | ITA  | 30,27 s | 31,03 s | 1:01,30 min |
| 07    | Alessandro Rinaldi    | ITA  | 30,68 s | 30,86 s | 1:01,54 min |
| 08    | Hossein Kalhor (1984) | IRN  | 30,97 s | 31,26 s | 1:02,23 min |
| 09    | Beat Krummenacher     | SUI  | 30,78 s | 31,47 s | 1:02,25 min |
| 10    | Lukáš Vecheta         | CZE  | 30,35 s | 32,16 s | 1:02,51 min |

Datum: 16. Juli 2004

Gewertet: 21 Läufer

### Riesenslalom
| Platz | Name             | Land | Zeit 1. | Zeit 2. | Gesamt      |
| ----- | ---------------- | ---- | ------- | ------- | ----------- |
| 01    | Lorenzo Gritti   | ITA  | 37,01 s | 35,30 s | 1:12,31 min |
| 02    | Peter Paukovits  | AUT  | 37,11 s | 35,90 s | 1:13,01 min |
| 03    | Marc Zickbauer   | AUT  | 37,25 s | 35,96 s | 1:13,21 min |
| 04    | Stefan Portmann  | SUI  | 37,60 s | 35,91 s | 1:13,51 min |
| 05    | Luca Petrucciani | ITA  | 38,52 s | 36,41 s | 1:14,93 min |
| 06    | Andrea Notaris   | ITA  | 38,20 s | 36,78 s | 1:14,98 min |
| 07    | Jiří Fuchs       | CZE  | 38,82 s | 36,80 s | 1:15,62 min |
| 08    | Daniel Dejori    | ITA  | 38,84 s | 37,64 s | 1:16,48 min |
| 09    | Nicola Cerra     | ITA  | 39,20 s | 37,38 s | 1:16,58 min |
| 10    | Erik Tarabini    | ITA  | 39,11 s | 37,57 s | 1:16,68 min |

Datum: 17. Juli 2004

Gewertet: 34 Läufer

### Super-G
| Platz | Name             | Land | Zeit    |
| ----- | ---------------- | ---- | ------- |
| 01    | Peter Paukovits  | AUT  | 30,78 s |
| 02    | Lorenzo Gritti   | ITA  | 30,88 s |
| 03    | Marc Zickbauer   | AUT  | 31,06 s |
| 04    | Stefan Portmann  | SUI  | 31,13 s |
| 05    | Michal Klimeš    | CZE  | 31,66 s |
| 06    | Václav Srb       | CZE  | 31,76 s |
| 07    | Jiří Fuchs       | CZE  | 31,80 s |
| 08    | Jan Gardavský    | CZE  | 31,84 s |
| 09    | Ondřej Starý     | CZE  | 31,94 s |
| 10    | Luca Petrucciani | ITA  | 32,06 s |

Datum: 18. Juli 2004

Gewertet: 39 Läufer

### Kombination
| Platz | Name               | Land | Zeit SL     | Zeit SG | Gesamt      |
| ----- | ------------------ | ---- | ----------- | ------- | ----------- |
| 01    | Marc Zickbauer     | AUT  | 58,76 s     | 31,06 s | 1:29,82 min |
| 02    | Lorenzo Gritti     | ITA  | 59,32 s     | 30,88 s | 1:30,20 min |
| 03    | Stefan Portmann    | SUI  | 59,32 s     | 31,13 s | 1:30,45 min |
| 04    | Jiří Fuchs         | CZE  | 58,91 s     | 31,80 s | 1:30,71 min |
| 05    | Lukáš Brýdl        | CZE  | 1:00,43 min | 32,32 s | 1:32,75 min |
| 06    | Nicola Cerra       | ITA  | 1:01,30 min | 32,52 s | 1:33,82 min |
| 07    | Alessandro Rinaldi | ITA  | 1:01,54 min | 33,06 s | 1:34,60 min |
| 08    | Beat Krummenacher  | SUI  | 1:02,25 min | 32,81 s | 1:35,06 min |
| 09    | Aleš Mlíčka        | CZE  | 1:03,23 min | 32,37 s | 1:35,60 min |
| 10    | Lukáš Vecheta      | CZE  | 1:02,51 min | 33,10 s | 1:35,61 min |

Datum: 16./18. Juli 2004

Gewertet: 21 Läufer

## Ergebnisse Damen

### Slalom
| Platz | Name                  | Land | Zeit 1. | Zeit 2. | Gesamt      |
| ----- | --------------------- | ---- | ------- | ------- | ----------- |
| 1     | Caroline Hertweck     | GER  | 31,26 s | 31,29 s | 1:02,55 min |
| 2     | Ilaria Sommavilla     | ITA  | 31,92 s | 30,79 s | 1:02,71 min |
| 3     | Anna-Lena Büdenbender | GER  | 30,88 s | 32,02 s | 1:02,90 min |
| 4     | Tina Giger            | SUI  | 31,80 s | 31,81 s | 1:03,61 min |
| 5     | Priska Krummenacher   | SUI  | 32,73 s | 33,40 s | 1:06,13 min |

Datum: 16. Juli 2004

Gewertet: 5 Läuferinnen

### Riesenslalom
| Platz | Name                  | Land | Zeit 1.     | Zeit 2. | Gesamt      |
| ----- | --------------------- | ---- | ----------- | ------- | ----------- |
| 01    | Anna-Lena Büdenbender | GER  | 39,65 s     | 38,30 s | 1:17,95 min |
| 02    | Glenda Adami          | ITA  | 40,94 s     | 39,61 s | 1:20,55 min |
| 03    | Ilaria Sommavilla     | ITA  | 40,73 s     | 39,84 s | 1:20,57 min |
| 04    | Priska Krummenacher   | SUI  | 41,21 s     | 39,80 s | 1:21,01 min |
| 05    | Tina Giger            | SUI  | 42,83 s     | 40,70 s | 1:23,53 min |
| 06    | Sarah Kinkel          | GER  | 42,32 s     | 41,98 s | 1:24,30 min |
| 07    | Caroline Hertweck     | GER  | 46,87 s     | 39,74 s | 1:26,61 min |
| 08    | Petra Mlejnková       | CZE  | 47,78 s     | 39,99 s | 1:27,77 min |
| 09    | Federica Tafuro       | ITA  | 52,48 s     | 50,98 s | 1:43,46 min |
| 10    | Verena Illmer         | AUT  | 1:24,60 min | 42,25 s | 2:06,85 min |

Datum: 17. Juli 2004

Gewertet: 10 Läuferinnen

### Super-G
| Platz | Name                  | Land | Zeit    |
| ----- | --------------------- | ---- | ------- |
| 1     | Anna-Lena Büdenbender | GER  | 33,15 s |
| 2     | Priska Krummenacher   | SUI  | 33,31 s |
| 3     | Caroline Hertweck     | GER  | 33,35 s |
| 4     | Ilaria Sommavilla     | ITA  | 33,50 s |
| 5     | Tina Giger            | SUI  | 33,73 s |
| 6     | Petra Mlejnková       | CZE  | 34,61 s |
| 7     | Sarah Kinkel          | GER  | 36,30 s |
| 8     | Verena Illmer         | AUT  | 37,27 s |
| 9     | Federica Tafuro       | ITA  | 37,29 s |

Datum: 18. Juli 2004

Gewertet: 9 Läuferinnen

### Kombination
| Platz | Name                  | Land | Zeit SL     | Zeit SG | Gesamt      |
| ----- | --------------------- | ---- | ----------- | ------- | ----------- |
| 1     | Caroline Hertweck     | GER  | 1:02,55 min | 33,35 s | 1:35,90 min |
| 2     | Anna-Lena Büdenbender | GER  | 1:02,90 min | 33,15 s | 1:36,05 min |
| 3     | Ilaria Sommavilla     | ITA  | 1:02,71 min | 33,50 s | 1:36,21 min |
| 4     | Tina Giger            | SUI  | 1:03,61 min | 33,73 s | 1:37,34 min |
| 5     | Priska Krummenacher   | SUI  | 1:06,13 min | 33,31 s | 1:39,44 min |

Datum: 16./18. Juli 2004

Gewertet: 5 Läuferinnen